# رشيد العلالي
رشيد العلالي (مواليد 19 أكتوبر 1982) هو إعلامي ومقدم برامج مغربي، يشتغل في القناة الثانية. يقدم حاليًا برنامج رشيد شو، وهو برنامج لقي نجاحًا كبيرًا داخل المغرب وخارجه لاستضافته عددًا من المشاهير المغاربة والعرب، إضافة إلى تقديمه برنامج جزيرة الكنز بالتشارك مع الإعلامي هشام مسرار. ويعتبر هذين البرنامجين من أكثر البرامج نجاحا في سنة 2015 بنسب مشاهدة بلغت 8 ملايين مشاهد.

## أعماله

### تلفزيون
- 2004: منشط برنامج عالم فريد [2]، نقلت على قناة دوزيم.
- من 2004 إلى 2006: منشط برنامج الكاميرا الخفية ألو علي  [5]، بثت على قناة 2M.
- 2005: كتب سيناريو فيلم وثائقي أطفال بلا مأوى.
- 2006: منشط ببرنامج أجيال [5]، بثت على 2M.
- 2007: منشط، كاتب سيناريو برنامج كاميرا النجوم [5]، رفقة هشام مسرار، بثت على 2M.
- 2008: منشط وكاتب سيناريو برنامج كاميرا النجوم 2 [5] بثت على 2M.
- 2009: منشط وكاتب سيناريو برنامج ستار أكاذيبي [2]، رفقة هشام مسرار، بثت على 2M.
- 2010: منشط وكاتب سيناريو برنامج الكاميرا الخفية طاكسي 36 [2][4]، بثت على 2M.
- 2011: منشط حلقات جولة,[6] بثت على 2M.
- 2011: منشط وكاتب سيناريو برنامج تكبر و تنسى [2] · [7]، بثت على 2M.
- 2012: مقدم وكاتب سيناريو برنامج نهار مع ستار، بثت على 2M.
- 2012: منشط سيتكوم بيه فيه [8]، بثت على 2M.
- 2013: منشط حلقات جولة [6]، بثت على 2M.
- من 2013 إلى الآن: منشط برنامج رشيد شو [4][9] · [10]، يبث على 2M
- 2015: منشط برنامج الألعاب جزيرة الكنز [4][11]، يبث على 2M.
- 2018: منشط برنامج الكاميرا الخفية الكاميرا شو، بثت على قناة 2M

### المسرح
- 2000: شداية [12]
- 2000: حب الشباب [12]
- 2002: بوكتف

## روابط خارجية
- الموقع الرسمي لرشيد العلالي
- الموقع الرسمي لبرنامج "رشيد شو"[وصلة مكسورة]
- الموقع الرسمي لقناة دوزيم